# 서울국제초단편영화제
서울국제초단편영화제는 온라인과 오프라인에서 개최하는 국제디지털영화제이다.